# Siffleur terne
Pachycephala griseonota
Espèce
Statut de conservation UICN

 LC  : Préoccupation mineure
Le Siffleur terne (Pachycephala griseonota) est une espèce d'oiseau de la famille des Pachycephalidae.

## Description
Le mâle adulte a la tête grise fuligineuse, le dessus gris brunâtre, la gorge blanc cassé la poitrine grisâtre et le ventre teinté de chamois. La sous-espèce kuehni a la gorge grisâtre la poitrine gris brunâtre et le ventre plus clair; examinata a le dessus plus gris, la gorge blanche, la poitrine grisâtre pâle et ventre chamois très pâle; lineolata a le dessus gris pâle, le dessous blanc à poitrine gris clair; cinerascens a la tête et le dessus gris-brun, la gorge blanc cassé, la poitrine grisâtre avec le ventre plus clair parfois teinté de jaune.
Les femelle et les juvénile sont similaire, peut-être plus uniforme sauf les kuehni et les cinerascens, qui ont des stries de poitrine foncées.

## Répartition
Cet oiseau vit en Indonésie, notamment à travers les Moluques.
Les 5 sous-espèces du siffleur terne sont réparties en Indonésie : griseonota (Seram) ; kuehni (Kai) ; examinata (Buru) ; lineolata (Sulawesi, Peleng) ; cinerascens (Halmahera, Morotai, Bacan, Ternate, Tidore). 

## Habitat
Il habite les forêts humides tropicales et subtropicales en plaine.

## Sous-espèces
- Pachycephala griseonota griseonota - Gray, G.R. 1862
- Pachycephala griseonota kuehni - Hartert, 1898
- Pachycephala griseonota examinata - Hartert, 1898
- Pachycephala griseonota lineolata - Wallace, 1863, 1876
- Pachycephala griseonota cinerascens - Salvadori, 1878

Cette espèce n'inclue plus le siffleur d'Obi à cause d'un plumage très distinct.